# 등에
등에는 파리목 등에과에 속하는 곤충들이다. 흔히 '쇠파리'라고도 하는데, 소, 말, 사람 등 포유동물의 피를 흡혈하기 때문이다. 그러나 가축의 피하조직에 기생하는 쇠파리와는 다른 종류의 파리다.
말파리(쇠등에, horse-fly)와 사슴파리(deer fly)는 파리목 곤충목 등에과에 속하는 참파리이다. 성체는 종종 크고 민첩하게 비행한다. 암컷 말파리만이 혈액을 얻기 위해 인간을 포함한 육상 척추동물을 물었다. 이들은 어둡고 그늘진 곳을 피하고 햇빛 속에서 비행하는 것을 선호하며 밤에는 활동하지 않는다. 일부 섬과 극지방(하와이, 그린란드, 아이슬란드)을 제외한 전 세계에서 발견된다. 말파리와 쇠파리(Oestridae)는 모두 쇠가죽파리(gadfly)라고도 한다.
다 자란 말파리는 꿀과 식물 분비물을 먹는다. 수컷은 입 부분이 약하고 암컷만이 동물을 물어서 알을 낳기에 충분한 단백질을 혈액에서 얻는다. 암컷의 입 부분은 두 쌍의 날카로운 칼날이 있는 튼튼한 찌르는 기관으로 구성되어 있으며, 상처에서 흐르는 혈액을 핥는 데 사용되는 스펀지 같은 부분이 있다. 유충은 포식성이며 반수생 서식지에서 자란다.
암컷 말파리는 먹이 습관을 통해 한 동물에서 다른 동물로 혈액 매개 질병을 옮길 수 있다. 질병이 발생하는 지역에서는 말 전염성 빈혈 바이러스, 일부 트리파노솜, 사상충 로아 로아(Loa loa), 소와 양 사이의 탄저병, 야토병을 옮기는 것으로 알려져 있다. 적절한 보호처가 제공되지 않으면 소의 성장률을 감소시키고 젖소의 우유 생산량을 낮출 수 있다.
말파리는 고대 그리스의 아이스킬로스(Aeschylus)가 끈질긴 추적으로 사람들을 '광기'에 빠뜨린다고 언급한 이후 문헌에 등장했다.

## 사진

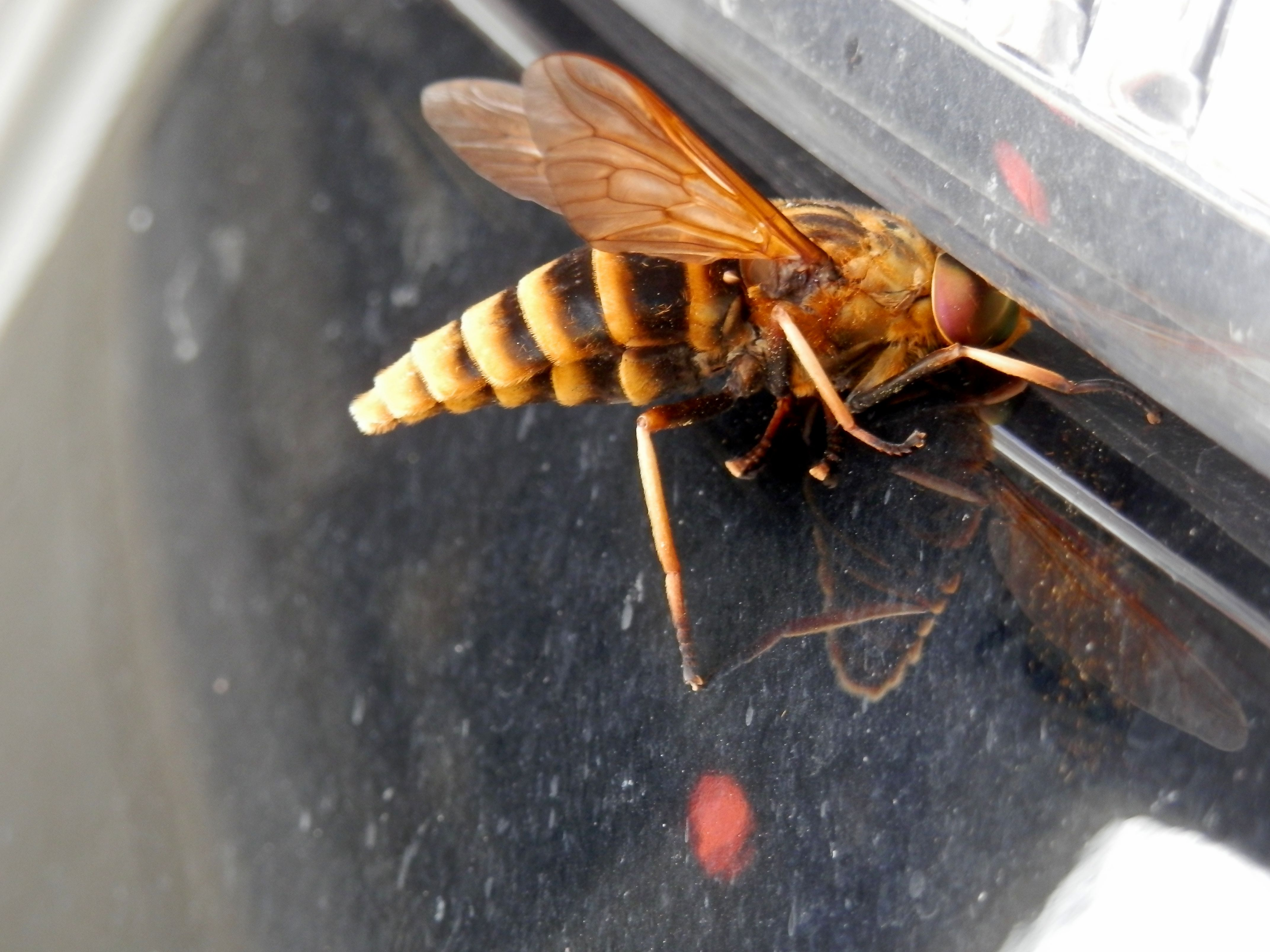
왕소등에. 일본 홋카이도
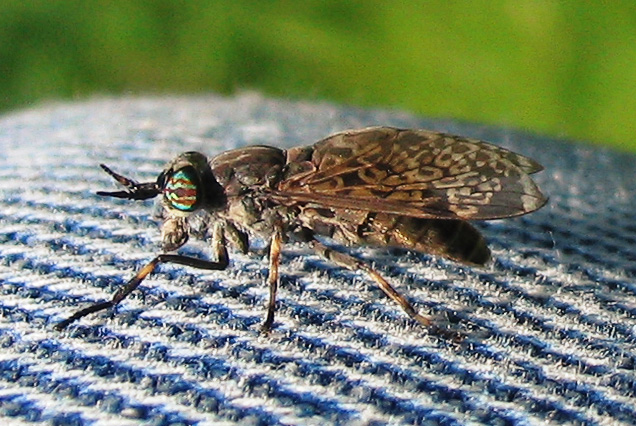
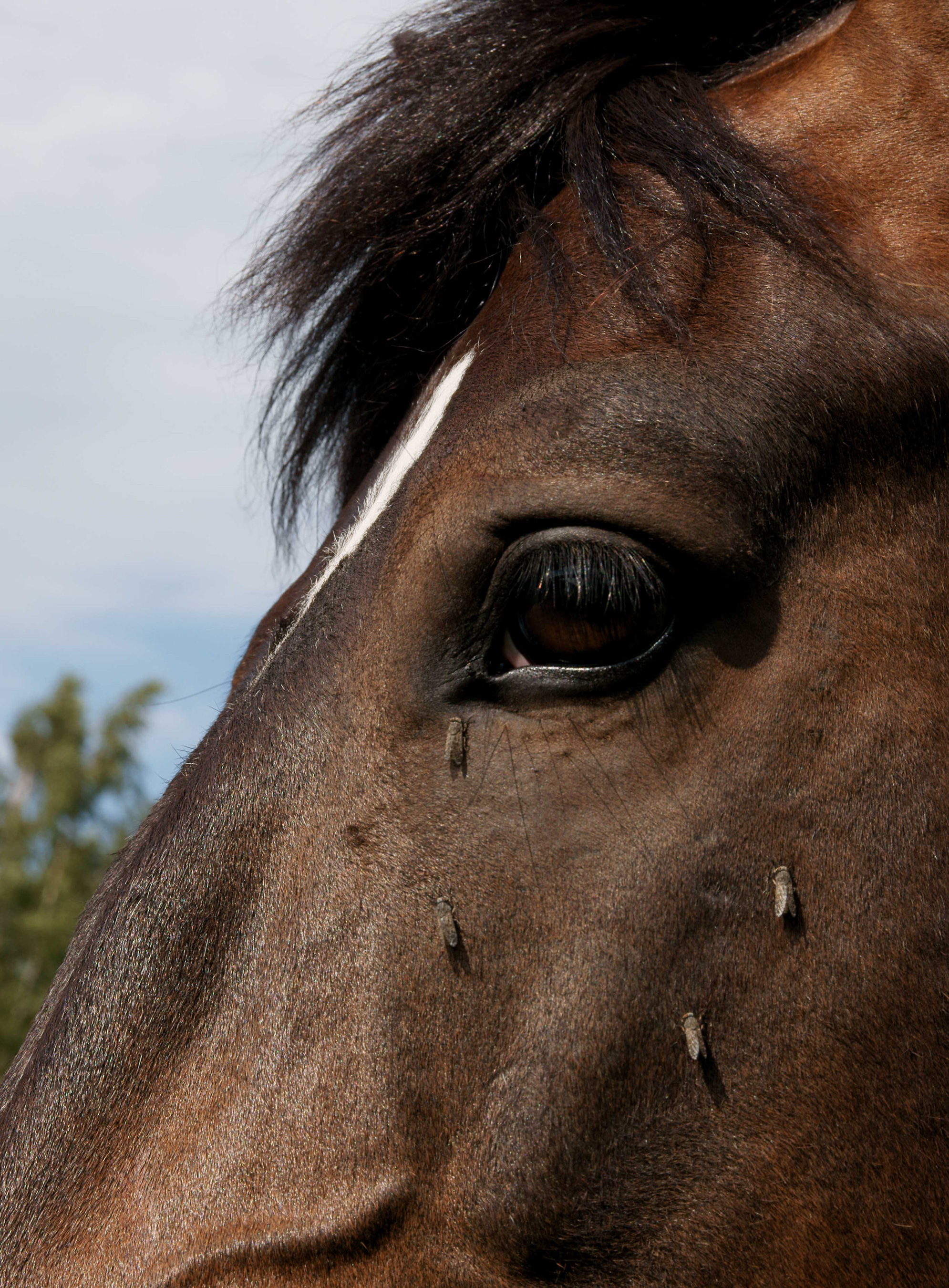
말에 달라붙어 흡혈하는 Haematopota pluvialis

## 같이 보기
- 재니등에
- 꽃등에
- 동애등에